# Ingeborg Bosch
Ingeborg Bosch (1960) is een Nederlandse psycholoog. Ze heeft onderzoek gedaan naar de relatie van de emotionele verdringing van trauma's die in de kindertijd zijn opgedaan en de lichamelijke en psychische gevolgen die dat in het latere leven kan hebben. De Vereniging tegen de Kwakzalverij beschouwt haar behandelmethoden als kwakzalverij. Er is veel kritiek gekomen op haar werk.

## Leven en carrière
Bosch werd geboren in Perzië, het huidige Iran, en verhuisde tot haar tiende meermaals naar Nederland en terug. Op haar tiende besloten haar ouders zich definitief in Nederland te vestigen. Bosch ging keer op keer naar een nieuwe school en moest telkens weer wennen aan nieuwe mensen en gebruiken. De verhuizingen hebben veel invloed op haar gehad en maakten haar heel observerend. Ze besloot om psychologie te gaan studeren vanuit een 'instant klik' die ze bij deze studie voelde.
Ze studeerde Arbeidspsychologie en Sociale Psychologie aan de Universiteit van Amsterdam. Tijdens haar doctoraal had zij als bijvak oosterse filosofie en bestudeerde het taoïsme, zenboeddhisme, confucianisme en boeddhisme. Voordat ze deze keuze maakte was er op haar vijftiende al een zaadje geplant door haar interesse in de spirituele leer van Krishnamurti. Een belangrijk idee van hem is dat wij onze tijd verdrijven doordat we weglopen van onszelf; dat we in een illusie leven en dat niet onder ogen willen zien. Een ander zaadje werd geplant toen Bosch de boeken van dr. Alice Miller (1923-2010) las.
Bosch is auteur van zelfhulpboeken. Ze verwierf bekendheid met de ontwikkeling van de nieuwe therapie Past Reality Integration (PRI). De boeken van Bosch zijn vertaald in het Engels, Frans, Duits en Italiaans.

## Kritiek
Bosch ontwierp volgens eigen zeggen een gedetailleerde methode om stap voor stap te ontrafelen wat iemands kwetsingen zijn en hoe ze zijn 'opgeslagen' in lichaam en geest. Deze methode noemde zij Past Reality Integration (PRI). Ze beweerde zich te hebben gebaseerd op het gedachtegoed van dr. Alice Miller, hetgeen door Miller werd bestreden.
De Vereniging tegen de Kwakzalverij beschouwt haar behandelmethoden als kwakzalverij. In 2019 verscheen in de Volkskrant een uiterst kritisch artikel over Bosch en de opleiding tot PRI-therapeut. Ook Vittorio Busato, hoofdredacteur van het psychologenvakblad De Psycholoog was kritisch in een artikel in Skepter. In 2023 publiceerde Wietske de Blocq van Scheltinga (bij haar eigen uitgeverij Willem Herman) haar boek De Firma Intimidatie en Bedrog - Ervaringen van een therapeut in opleiding, waarin zij verslag doet van haar ervaringen tijdens de opleiding tot PRI-therapeut. Naar aanleiding van het boek kwamen in juli 2023 drie andere voormalige PRI-therapeuten naar voren met vergelijkbare verhalen.
Op 17 februari en 2 maart 2024 publiceerde Renate Curfs in dagblad de Telegraaf artikelen over PRI en de behandeling van anorexia nervosa ('Wat ik heb doorgemaakt, gun ik niemand') respectievelijk over PRI als sekte ('Opgezogen in een sekte'). Naar aanleiding van beide publicaties is ook een Telegraaf-journaal gemaakt.

## Boeken
- De herontdekking van het Ware Zelf (2000) uitgeverij Atlas Contact, ISBN 90-204-0735-X
- Illusies (2003) uitgeverij Atlas Contact, ISBN 90-204-0746-5
- De onschuldige gevangene (2007) uitgeverij Atlas Contact, ISBN 90-204-0634-5
- PRI en de kunst van bewust leven (2010) uitgeverij Atlas Contact, ISBN 9789045029849
- Onze liefde (2015) uitgeverij Atlas Contact, ISBN 9789045029726
- Liefdevol leven, vrij van eetproblemen (2019) uitgeverij Altamira, ISBN 9789401304139
- Emotionele bevrijding (2023), uitgeverij Atlas Contact, ISBN 9789045050133

- Bibliothèque nationale de France: cb15048485x (data)
- Gemeinsame Normdatei: 1017205329
- International Standard Name Identifier: 0000 0000 7368 0108
- Library of Congress Control Number: nb2012028486
- Nederlandse Thesaurus van Auteursnamen: 074841858
- Virtual International Authority File: 12590062
- WorldCat: E39PBJcKGtTpGH4VhGXctDQXh3